# Alla Mikayelyan
Pour les articles homonymes, voir Mikayelyan.
Alla Mikayelyan (arménien : Ալլա Միքայէլյան), né le 19 décembre 1969 à Ghukasavan, est une fondeuse arménienne. Elle a participé aux Jeux olympiques d'hiver de 1998, sur lesquelles elle était la porte-drapeau de la délégation arménienne. En 2014, elle est entraîneur de ski de fond.

## Palmarès

### Jeux olympiques d'hiver
| Épreuve / Édition | 30 km classique |
| JO 1998 Nagano    | 58e             |